# Organisatie van de Verenigde Naties voor Industriële Ontwikkeling
De Organisatie van de Verenigde Naties voor Industriële Ontwikkeling (Engels:United Nations Industrial Development Organization, afgekort UNIDO) is een gespecialiseerd agentschap van de Verenigde Naties dat landen bijstaat in economische en industriële ontwikkeling. Het hoofdkantoor is gevestigd in het VN-kantoor in Wenen, Oostenrijk, met een permanente aanwezigheid in meer dan 60 landen. Vanaf april 2019 bestaat UNIDO uit 170 lidstaten, die samen het beleid, de programma's en de principes van de organisatie bepalen via de tweejaarlijkse Algemene Conferentie.
UNIDO werd in 1966 opgericht door de Algemene Vergadering van de Verenigde Naties om de industrialisatie van ontwikkelingslanden te bevorderen en te versnellen, die in recordaantallen en met weinig tot geen industriële basis uit de dekolonisatie kwamen. In 1979 werd het een van de 15 gespecialiseerde agentschappen van de VN, met een nieuw verdrag dat in 1985 van kracht werd. Sinds de oprichting heeft de organisatie verschillende keren geherstructureerd en hervormd. De Verklaring van Lima uit 2013 breidde haar missie uit met het bevorderen van "inclusieve en duurzame industriële ontwikkeling" (Engels: inclusive and sustainable industrial development, afgekort ISID), waarin gedefinieerd en tegemoed gekomen werd aan grotere aantallen mensen met behoud van het milieu. UNIDO is lid van de United Nations Development Group, een coalitie van VN-entiteiten gericht op het vervullen van de Duurzame Ontwikkelingsdoelstellingen.
Op 25 juli 2016 heeft de Algemene Vergadering van de Verenigde Naties Resolutie A/RES/70/293 aangenomen waarin de periode 2016 - 2025 wordt uitgeroepen tot het derde decennium voor industriële ontwikkeling voor Afrika (IDDA III). UNIDO werd opgeroepen het initiatief te nemen in de samenwerking met een reeks partners. Deze omvatten de Commissie van de Afrikaanse Unie, het Nieuwe Partnerschap voor de Ontwikkeling van Afrika, de Economische Commissie voor Afrika, enz.
Van 2018 tot 2021 omvatten de strategische prioriteiten van UNIDO het creëren van gedeelde welvaart; bevordering van het economisch concurrentievermogen; bescherming van het milieu; en het versterken van kennis en instituties. Elk van deze doelstellingen moet worden bereikt door middel van technische samenwerking, beleidsadvies, analyse en onderzoek, de ontwikkeling van uniforme normen en kwaliteitscontrole, en partnerschappen voor kennisoverdracht, netwerkvorming en industriële samenwerking.

## Geschiedenis
De oorsprong van de United Nations Industrial Development Organization (UNIDO) kan worden herleid tot een reeks studies over een programma van snelle industrialisatie van ontwikkelingslanden dat het secretariaat van de Verenigde Naties in de vroege jaren 1950 uitvoerde op verzoek van de Economische en Sociale Raad van de Verenigde Naties (ECOSOC). Deze studies culmineerden in een werkprogramma inzake industrialisatie en productiviteit, opgesteld door de secretaris-generaal van de Verenigde Naties in 1956 en het jaar daarop goedgekeurd door de ECOSOC en de Algemene Vergadering. In die tijd werd voor het eerst voorgesteld een speciaal orgaan op te richten dat zich met de problemen van de industrialisatie zou bezighouden, waarvan de politieke organen de ECOSOC en de Algemene Vergadering zouden kunnen ontlasten van de gedetailleerde behandeling van deze kwesties en waarvan het secretariaat meer inhoudelijke werkzaamheden zou kunnen verrichten dan de bestaande afdeling Industrie van het Bureau voor Economische Zaken binnen het secretariaat. De afdeling Industrie van het secretariaat werd een afdeling in 1959 en in 1962 werd het het Centrum voor Industriële Ontwikkeling, onder leiding van een commissaris voor industriële ontwikkeling.
In de nasleep werden voorstellen voor het verder institutionaliseren van industriële ontwikkeling gerelateerde kwesties binnen de VN bestudeerd door verschillende adviesgroepen en inter organisatorische organen. Vervolgens richtte de Algemene Vergadering van de Verenigde Naties in november 1966 de UNIDO op als een speciaal orgaan van de Verenigde Naties. In januari 1967 werd de organisatie formeel opgericht met hoofdkantoor in Wenen, Oostenrijk. In vergelijking met het Industrial Development Centre was de oprichting van UNIDO bedoeld om het werk van zijn voorganger te verbreden. Naast normatieve activiteiten, zoals het fungeren als forum voor discussies, analytische functies en informatieverspreiding, raakte UNIDO betrokken bij operationele activiteiten, d.w.z. bij technische samenwerkingsactiviteiten.

### Conversie naar een gespecialiseerd agentschap
De oprichting van UNIDO als speciaal orgaan was niettemin een compromisoplossing geweest. De ontwikkelingslanden (de Groep van 77) hadden in eerste instantie het idee gepropageerd van een gespecialiseerd agentschap met eigen politieke besluitvormingsorganen en autonomie in begrotingszaken. Hetzelfde standpunt werd in de daaropvolgende jaren verdedigd door verschillende deskundigengroepen op hoog niveau en intergouvernementele comités. In het kader van de aanneming door de Algemene Vergadering van de Verklaring en het Actieprogramma betreffende de totstandbrenging van een nieuwe internationale economische orde en van het Handvest van economische rechten en plichten van staten, heeft de tweede Algemene Conferentie van UNIDO, die in 1975 in Lima (Peru) werd gehouden, de Verklaring van Lima over industriële ontwikkeling en samenwerking aangenomen. Voor het eerst werden de doelstellingen voor industriële ontwikkeling internationaal gekwantificeerd — de Lima-doelstelling voorzag dat de ontwikkelingslanden tegen het jaar 2000 een aandeel van vijfentwintig procent van de wereldwijde industriële productie zouden hebben. In het kader van de institutionele regelingen van het actieplan van Lima en met het oog op de ondersteuning bij de totstandbrenging van een nieuwe internationale economische orde, werd aan de Algemene Vergadering aanbevolen UNIDO om te vormen tot een gespecialiseerd agentschap.
Een intergouvernementeel comité stelde een ontwerpgrondwet op, die in 1979 in Wenen werd aangenomen. De bezwaren en twijfels van de geïndustrialiseerde landen over de noodzaak van een gespecialiseerd agentschap hebben echter bijgedragen tot het vertragen van het ratificatieproces. Om ervoor te zorgen dat de nieuwe organisatie een lidmaatschap zou krijgen dat vrijwel alle belangrijke staten omvat, heeft de Algemene Vergadering bij resoluties van 1982 en 1984 opgeroepen tot een reeks formele raadplegingen tussen de kandidaat-lidstaten, wat uiteindelijk heeft geleid tot een algemene overeenstemming over de inwerkingtreding van de nieuwe UNIDO-grondwet. Aan alle noodzakelijke formele vereisten werd voldaan in 1985 en in december van hetzelfde jaar werd UNIDO uiteindelijk het zestiende gespecialiseerde agentschap van de Verenigde Naties met hoofdkantoor in Wenen.

### Crisis en hervorming tijdens de jaren 1990
In de daaropvolgende jaren breidde UNIDO zijn operationele activiteiten voortdurend uit. Verschillende ontwikkelingen buiten en binnen de Organisatie leidden echter tot een crisis, die in 1997 een breekpunt bereikte toen UNIDO het risico van sluiting liep: na het einde van de Koude Oorlog en de triomf van het markteconomische systeem over het commando-economische systeem, en met het oog op de Washington Consensus die de rol van het industriebeleid in economische ontwikkelingsprocessen beperkte, sommige lidstaten waren van mening dat de industriële ontwikkeling doeltreffender en efficiënter door de particuliere sector kon worden ondersteund. Als gevolg hiervan trokken Canada, de Verenigde Staten (de toenmalige grootste donor van UNIDO) en Australië zich vervolgens tussen 1993 en 1997 terug uit de organisatie. Tegelijkertijd zorgden de aanhoudende vertraging van de economieën van enkele grote geïndustrialiseerde landen en de financiële onrust van de Aziatische financiële crisis van 1997 ervoor dat de multilaterale ontwikkelingshulp afnam. Bovendien hebben een zwakke beheersstructuur en een gebrek aan focus en integratie van de activiteiten van UNIDO bijgedragen tot het verergeren van de crisis.
De lidstaten van UNIDO reageerden door in juni 1997 een strikt bedrijfsplan over de toekomstige rol en functies van de organisatie aan te nemen. De in het businessplan uiteengezette activiteiten zijn gebaseerd op de duidelijke comparatieve voordelen van UNIDO, waarbij overlapping en doublures met andere multilaterale instellingen worden vermeden. Een belangrijk punt was dat activiteiten moesten worden geïntegreerd in dienstenpakketten, in plaats van op zelfstandige basis te worden aangeboden. De organisatie hervormde zichzelf radicaal op basis van dit businessplan en stroomlijnde haar diensten, menselijke en financiële middelen en interne processen in de daaropvolgende jaren.

## Doelen
De relevantie van ISID als een geïntegreerde benadering van alle drie de pijlers van duurzame ontwikkeling wordt erkend door de Agenda 2030 voor duurzame ontwikkeling en de bijbehorende duurzame ontwikkelingsdoelen (SDG 's), die de inspanningen van de Verenigde Naties en landen voor duurzame ontwikkeling in de komende vijftien jaar zullen kaderen. Het mandaat van UNIDO wordt volledig erkend in SDG-9, die oproept om "veerkrachtige infrastructuur te bouwen, inclusieve en duurzame industrialisatie te bevorderen en innovatie te bevorderen". De relevantie van ISID geldt echter in meer of mindere mate voor alle SDG 's.
Dienovereenkomstig is de programmatische focus van de organisatie gestructureerd, zoals gedetailleerd in het programmakader voor de middellange termijn 2018-2021 van de organisatie, in vier strategische prioriteiten:
- Het creëren van gedeelde welvaart
- bevordering van het economisch concurrentievermogen
- Bescherming van het milieu
- Het versterken van kennis en instituties

Elk van deze programmatische werkterreinen bevat een aantal individuele programma's, die op een holistische manier worden uitgevoerd om effectieve resultaten en effecten te bereiken via de vier faciliterende functies van UNIDO:
- Technische samenwerking
- Analytische en onderzoeksfuncties en beleidsadviesdiensten
- Normatieve functies en normen en kwaliteit gerelateerde activiteiten
- Bijeenroepen en partnerschappen voor kennisoverdracht, netwerken en industriële samenwerking

Bij het uitvoeren van de kernvereisten van zijn missie heeft UNIDO zijn technische diensten de afgelopen tien jaar aanzienlijk uitgebreid. Tegelijkertijd heeft het ook zijn mobilisatie van financiële middelen aanzienlijk verhoogd, wat getuigt van de groeiende internationale erkenning van de Organisatie als een effectieve leverancier van katalytische industriële ontwikkelingsdiensten.
UNIDO werd opgericht als een VN-programma in 1966 met het hoofdkantoor in Wenen, Oostenrijk, en werd een gespecialiseerd agentschap van de Verenigde Naties in 1985.
In 2004 heeft UNIDO het "UNIDO Goodwill Ambassador" programma opgezet.
In 2009 creëerde UNIDO een nieuwe vlaggenschippublicatie: "Making It:Magazine Industry for Development".

## Strategische prioriteiten

### Gedeelde welvaart creëren
UNIDO concentreert zijn inspanningen op de ontwikkeling van agro-industrieën, het vergroten van de deelname van vrouwen en jongeren aan productieve activiteiten en menselijke veiligheid in post-crisissituaties. De diensten van de organisatie voor de ontwikkeling van agro-industrieën richten zich op het toevoegen van waarde aan de landbouwproductie door het versterken van de verbindingen tussen landbouw, industrie en markten.
UNIDO ondersteunt de transformatie van ondernemingen van de informele sector naar de formele sector, met speciale aandacht voor het vereenvoudigen en verbeteren van de toegang tot administratieve bedrijfsregistratiediensten. Het streeft er ook naar de deelname van vrouwen aan ondernemersactiviteiten te verbeteren. Op basis van zijn ervaring in post-crisis en menselijke veiligheidsprogramma's en -projecten reageert UNIDO op complexe noodsituaties door middel van activiteiten die bijdragen aan sociaaleconomische en milieu- en energiezekerheid, zowel op nationaal als op lokaal niveau.

### Bevordering van het economisch concurrentievermogen
UNIDO ondersteunt programma's voor investeringen en technologiebevordering, ontwikkeling van kmo's, capaciteitsopbouw van handel en ontwikkeling van ondernemerschap.
UNIDO biedt adviesdiensten om het bedrijfs- en beleidsklimaat voor de particuliere sector te verbeteren en helpt bij het creëren van productiecapaciteiten. De programma's ondersteunen investerings- en technologiemogelijkheden om ondernemingen, met name kmo's, te helpen de productiviteit en innovatie te verbeteren en systemische concurrentievoordelen te behalen. Voortbouwend op een robuust wereldwijd netwerk gericht op het bevorderen van investeringen, technologie en andere partnerschapsmogelijkheden, wil UNIDO kmo's in staat stellen te profiteren van hun unieke dynamiek en flexibiliteit door synergiën tussen ondernemingen en met ondersteunende instellingen te versterken
In het kader van programma's voor de opbouw van handelscapaciteit versterkt UNIDO de internationale handelsnormen en -normen door ontwikkelingslanden en overgangseconomieën te helpen bij het upgraden van productie- en verwerkingssystemen om de kwaliteit van lokale producten te verbeteren, met name door de invoering van verbeterde technologieën, en hen te helpen voldoen aan de normen die door de internationale markten worden vereist . UNIDO bouwt capaciteiten op in zowel publieke als private instellingen om handelsbeleid en -strategieën te formuleren op basis van economische en statistische analyse, evenals het benchmarken van concurrerende prestaties op sectoraal en product niveau en het ondersteunen van de oprichting van handel gerelateerde databases zoals inventarissen van technische handelsbelemmeringen (TBT), die zijn ontworpen om de uitvoer uit de industriële sector uit te breiden.

### Bescherming van het milieu

UNIDO-ISEC (International Solar Energy Center) hoofdkantoor in Lanzhou, China

UNIDO ondersteunt landen bij hun inspanningen op het gebied van milieubeheer, waaronder de uitvoering van multilaterale milieu overeenkomsten en de levering van duurzame energie. Het helpt bij het creëren van nieuwe groene industrieën, het opstellen van nationale routekaarten voor het vergroenen van de toeleveringsketen, het vaststellen van benchmarks en indicatoren, het verspreiden en delen van beste praktijken, het uitvoeren van programma's voor schone technologie, het uitvoeren van verschillende oefeningen voor capaciteitsopbouw en het bijdragen aan internationale fora met het nodige onderzoek en de nodige expertise.
De diensten van de organisatie omvatten capaciteitsopbouw, directe technische ondersteuning aan ondernemingen en bijstand aan overheidsinstellingen op het gebied van schonere productie (CP) beleidskwesties, evenals de bevordering, aanpassing en overdracht van milieuvriendelijke technologieën en de implementatie van geavanceerde CP-bedrijfsmodellen, zoals chemische leasing.
Versterking van kennis en
Het versterken van kennis en instellingen is een geprioriteerd resultaat dat wordt verheven boven andere resultaten op hoog niveau. Het beschrijft de strategische richting van de organisatie voor het versterken van de kennisbasis voor ISID op project-, programma-, land- en internationaal niveau, evenals de institutionele capaciteit op technisch, beleids- en normatief niveau.

## Organisatie
Het hoofdkantoor van UNIDO bevindt zich in het Vienna International Centre te Wenen, de VN-campus waar ook het Internationaal Atoomenergieagentschap, het Bureau voor Drugs en Criminaliteit van de Verenigde Naties en de Voorbereidende Commissie voor de Comprehensive Nucliair Test Ban Treaty Organization zijn gevestigd.

### Directie
Historisch overzicht van de leiders van UNIDO:
| UNIDO Executive Directors |                            |
| 1967 - 1974               | Ibrahim Helmi Abdel-Rahman |
| 1975 - 1985               | Abd-El Rahman Khane        |
| UNIDO Director-Generals   |                            |
| 1985 - 1992               | Domingo Siazon jr.         |
| 1993 - 1997               | Mauricio de Maria y Campos |
| 1998 - 2005               | Carlos Alfredo Magariños   |
| 2006 - juni 2013          | Kandeh Yumkella            |
| juli 2013 - november 2021 | Li Yong                    |
| december 2021 - heden     | Gerd Müller                |

### Leden

Lidstaten van UNIDO
Leden, lijst A
Leden, lijst B
Leden, lijst C
Leden, lijst D
Lid geweest, opgestapt
Geen lid

Leden van de VN, of van gespecialiseerde VN-agentschappen, of van de IAEA, komen in aanmerking voor lidmaatschap van UNIDO. Het proces om lid te worden van de Organisatie wordt bereikt door partij te worden van het verdrag. De status van waarnemer staat op verzoek open voor degenen die een dergelijke status genieten in de Algemene Vergadering van de Verenigde Naties, tenzij de Algemene Conferentie van de UNIDO anders besluit. De Conferentie heeft de bevoegdheid andere waarnemers uit te nodigen om deel te nemen aan de werkzaamheden van de Organisatie in overeenstemming met het desbetreffende reglement van orde en de bepalingen van het Statuut.
Sinds 1 april 2019 zijn 170 staten (alle VN-lid) lid van UNIDO. UNIDO-leden zijn verdeeld in vier lijsten:
- Lijst A bestaat uit alle UNIDO-landen in de Afrikaanse + Aziatische groepen van de VN (samen met Israël, met uitzondering van Cyprus en Japan)
- Lijst B bestaat uit alle UNIDO-landen in de WEOG-groep van de VN (samen met Cyprus en Japan, en met uitzondering van Israël)
- Lijst C bestaat uit alle UNIDO-landen in GRULAC-groep van de VN
- Lijst D bestaat uit alle UNIDO-landen in de Oost-Europese groep van de VN

De lijsten, oorspronkelijk gedefinieerd in resolutie 2152 van de Algemene Vergadering Verenigde Naties en de UNIDO-grondwet, dienen om de geografische spreiding van de vertegenwoordiging van de lidstaten in de Raad voor Industriële Ontwikkeling en het Programma- en Begrotingscomité in evenwicht te brengen.
UNIDO is een van de twee gespecialiseerde VN-agentschappen waar de leden in groepen worden verdeeld, de andere is IFAD. UNIDO-lijst B is vergelijkbaar met IFAD-lijst A (die voornamelijk ontwikkelde landen omvat), terwijl de set van de rest van UNIDO-leden vergelijkbaar is met de set van de rest van IFAD-leden (die voornamelijk ontwikkelingslanden omvatten).
Lidstaten van UNIDO (d.d. 1-1-2019):
| Naam                           | Getekend          | Bekrachtigd Geaccepteerd (A) Goedgekeurd (AA) Toetreding (a) | Lijst |
| ------------------------------ | ----------------- | ------------------------------------------------------------ | ----- |
| Afghanistan                    | 21 juni 1985      | 9 september 1981                                             | A     |
| Albanië                        | 19 april 1988     | 19 april 1988 (a)                                            | D     |
| Algerije                       | 21 juni 1985      | 6 november 1980                                              | A     |
| Angola                         | 9 augustus 1985   | 9 augustus 1985                                              | A     |
| Antigua en Barbuda             | 1 april 2019      | 1 april 2019                                                 | A     |
| Argentinië                     | 21 juni 1985      | 6 maart 1981                                                 | C     |
| Albanië                        | 12 mei 1992       | 12 mei 1992 (a)                                              | D     |
| Azerbeidzjan                   | 23 november 1993  | 23 november 1993 (a)                                         | D     |
| Bahama's                       | 13 november 1986  | 13 november 1986 (a)                                         | C     |
| Bahrein                        | 4 april 1986      | 4 april 1986 (a)                                             | A     |
| Bangladesh                     | 28 juni 1985      | 5 november 1980                                              | A     |
| Barbados                       | 21 juni 1985      | 30 mei 1980                                                  | C     |
| Wit-Rusland                    | 21 juni 1985      | 17 juni 1985                                                 | D     |
| Belize                         | 27 februari 1986  | 27 februari 1986 (a)                                         | C     |
| Benin                          | 8 augustus 1985   | 3 maart 1983                                                 | A     |
| Bhutan                         | 23 augustus 1985  | 25 oktober 1983                                              | A     |
| Bolivia                        | 21 juni 1985      | 9 januari 1981                                               | C     |
| Bosnië en Herzegovina          | 1 oktober 1992    | 1 oktober 1992 (a)                                           | D     |
| Botswana                       | 21 juni 1985      | 21 juni 1985 (a)                                             | A     |
| Brazilië                       | 21 juni 1985      | 10 december 1980                                             | C     |
| Bulgarije                      | 21 juni 1985      | 5 juni 1985                                                  | D     |
| Burkina Faso                   | 16 juli 1985      | 9 juli 1982                                                  | A     |
| Burundi                        | 9 augustus 1985   | 9 augustus 1982                                              | A     |
| Cambodja                       | 18 september 1995 | 18 september 1995 (a)                                        | A     |
| Centraal-Afrikaanse Republiek  | 9 januari 1986    | 8 januari 1982                                               | A     |
| Chili                          | 21 juni 1985      | 12 november 1981                                             | C     |
| China                          | 21 juni 1985      | 14 februari 1980 (AA)                                        | A     |
| Colombia                       | 30 juli 1985      | 25 november 1981                                             | C     |
| Comoren                        | 9 januari 1986    | 10 mei 1985                                                  | A     |
| Congo-Brazzaville              | 12 juli 1985      | 16 mei 1983                                                  | A     |
| Congo-Kinshasa                 | 8 juli 1985       | 9 juli 1982                                                  | A     |
| Costa Rica                     | 26 oktober 1987   | 26 oktober 1987                                              | C     |
| Cuba                           | 21 juni 1985      | 16 maart 1981                                                | C     |
| Cyprus                         | 21 juni 1985      | 28 april 1983                                                | B     |
| Djibouti                       | 20 augustus 1991  | 20 augustus 1991                                             | A     |
| Dominica                       | 27 november 1985  | 8 juni 1982                                                  | C     |
| Dominicaanse Republiek         | 21 juni 1985      | 29 maart 1983                                                | C     |
| Duitsland                      | 21 juni 1985      | 13 juli 1983                                                 | B     |
| Ecuador                        | 21 juni 1985      | 15 april 1982                                                | A     |
| Egypte                         | 21 juni 1985      | 9 januari 1981                                               | A     |
| El Salvador                    | 29 januari 1988   | 29 januari 1988                                              | C     |
| Equatoriaal-Guinea             | 20 januari 1986   | 4 mei 1984                                                   | A     |
| Eritrea                        | 20 juni 1995      | 20 juni 1995 (a)                                             | A     |
| Ethiopië                       | 21 juni 1985      | 23 februari 1981                                             | A     |
| Fiji                           | 30 december 1985  | 21 december 1985                                             | A     |
| Filipijnen                     | 21 juni 1985      | 7 januari 1980                                               | A     |
| Finland                        | 21 juni 1985      | 5 juni 1981                                                  | B     |
| Gabon                          | 6 augustus 1985   | 1 februari 1982                                              | A     |
| Gambia                         | 12 juni 1986      | 12 juni 1986 (a)                                             | A     |
| Georgië                        | 30 oktober 1992   | 30 oktober 1992 (a)                                          | D     |
| Ghana                          | 30 juli 1985      | 8 februari 1982                                              | A     |
| Grenada                        | 16 januari 1986   | 16 januari 1986 (a)                                          | C     |
| Guatemala                      | 21 juni 1985      | 8 juli 1983                                                  | C     |
| Guinee                         | 21 juni 1985      | 23 juni 1980                                                 | A     |
| Guinee-Bissau                  | 21 juni 1985      | 17 maart 1983                                                | A     |
| Guyana                         | 19 juli 1985      | 17 juli 1984                                                 | C     |
| Haïti                          | 5 augustus 1985   | 9 juli 1982                                                  | C     |
| Honduras                       | 21 juni 1985      | 3 maart 1983                                                 | C     |
| Hongarije                      | 2 juli 1985       | 15 augustus 1983                                             | D     |
| Ierland                        | 21 juni 1985      | 17 juli 1984                                                 | B     |
| India                          | 21 juni 1985      | 21 januari 1980                                              | A     |
| Indonesië                      | 21 januari 1980   | 10 november 1980                                             | A     |
| Irak                           | 27 juni 1985      | 23 januari 1981                                              | A     |
| Iran                           | 9 augustus 1985   | 9 augustus 1985                                              | A     |
| Israël                         | 21 juni 1985      | 15 november 1983                                             | B     |
| Italië                         | 21 juni 1985      | 25 maart 1985                                                | B     |
| Ivoorkust                      | 21 juni 1985      | 4 november 1981                                              | A     |
| Jamaica                        | 21 juni 1985      | 10 december 1982                                             | C     |
| Japan                          | 21 juni 1985      | 3 juni 1980 (A)                                              | B     |
| Jemen                          | 29 juli 1985      | 29 januari 1982                                              | A     |
| Jordanië                       | 28 oktober 1985   | 30 augustus 1982                                             | A     |
| Kaapverdië                     | 21 juni 1985      | 27 november 1984                                             | A     |
| Kameroen                       | 21 juni 1985      | 18 augustus 1981                                             | A     |
| Kazachstan                     | 3 juni 1997       | 3 juni 1997 (a)                                              | A     |
| Kenia                          | 21 juni 1985      | 13 november 1981                                             | A     |
| Kirgizië                       | 8 april 1993      | 8 april 1993 (a)                                             | A     |
| Kiribati                       | 9 februari 2016   | 9 februari 2016 (a)                                          | A     |
| Koeweit                        | 30 juli 1985      | 7 april 1982                                                 | A     |
| Noord-Korea                    | 24 juni 1985      | 14 september 1981 (AA)                                       | A     |
| Kroatië                        | 2 juni 1992       | 2 juni 1992 (a)                                              | D     |
| Laos                           | 3 september 1985  | 3 juni 1980                                                  | A     |
| Lesotho                        | 21 juni 1985      | 18 juni 1981                                                 | A     |
| Libanon                        | 6 augustus 1985   | 2 augustus 1983                                              | A     |
| Liberia                        | 10 mei 1990       | 10 mei 1990                                                  | A     |
| Libië                          | 8 augustus 1985   | 29 januari 1981                                              | A     |
| Luxemburg                      | 21 juni 1985      | 9 september 1983                                             | B     |
| Madagaskar                     | 21 juni 1985      | 18 januari 1980                                              | A     |
| Malawi                         | 19 juli 1985      | 30 mei 1980                                                  | A     |
| Malediven                      | 10 mei 1988       | 10 mei 1988 (a)                                              | A     |
| Maleisië                       | 21 juni 1985      | 28 juli 1980                                                 | A     |
| Mali                           | 17 juli 1985      | 24 juli 1981                                                 | A     |
| Malta                          | 21 juni 1985      | 4 november 1982                                              | B     |
| Marokko                        | 30 juli 1985      | 30 juli 1985                                                 | A     |
| Marshalleilanden               | 16 maart 2015     | 16 maart 2015 (a)                                            | A     |
| Mauritanië                     | 9 augustus 1985   | 29 juni 1981                                                 | A     |
| Mauritius                      | 21 juni 1985      | 9 december 1981                                              | A     |
| Mexico                         | 21 juni 1985      | 21 juni 1985                                                 | C     |
| Micronesië                     | 7 maart 2019      | 7 maart 2019 (a)                                             | A     |
| Moldavië                       | 1 juni 1993       | 1 juni 1993 (a)                                              | D     |
| Monaco                         | 23 januari 2003   | 23 januari 2003 (a)                                          | B     |
| Mongolië                       | 21 juni 1985      | 3 juni 1985 (A)                                              | A     |
| Montenegro                     | 22 november 2006  | 22 november 2006 (a)                                         | D     |
| Mozambique                     | 13 november 1985  | 14 december 1983                                             | A     |
| Myanmar                        | 12 april 1990     | 12 april 1990 (a)                                            | A     |
| Namibië                        | 21 februari 1986  | 21 februari 1986 (a)                                         | A     |
| Nederland                      | 21 juni 1985      | 10 oktober 1980 (A)                                          | B     |
| Nepal                          | 8 augustus 1985   | 6 december 1983                                              | A     |
| Nicaragua                      | 1 juli 1985       | 28 maart 1980                                                | C     |
| Niger                          | 21 juni 1985      | 22 augustus 1980                                             | A     |
| Nigeria                        | 21 juni 1985      | 19 december 1980                                             | A     |
| Noord-Macedonië                | 27 mei 1993       | 27 mei 1993 (a)                                              | D     |
| Noorwegen                      | 21 juni 1985      | 13 februari 1981                                             | B     |
| Oeganda                        | 5 december 1985   | 23 maart 1983                                                | A     |
| Oekraïne                       | 21 juni 1985      | 10 juni 1985                                                 | D     |
| Oezbekistan                    | 26 april 1994     | 26 april 1994 (a)                                            | A     |
| Oman                           | 21 juni 1985      | 6 juli 1981                                                  | A     |
| Oostenrijk                     | 21 juni 1985      | 14 mei 1981                                                  | B     |
| Oost-Timor                     | 31 juli 2003      | 31 juli 2003 (a)                                             | A     |
| Pakistan                       | 21 juni 1985      | 29 oktober 1979                                              | A     |
| Palestina                      | 17 mei 2018       | 17 mei 2018 (a)                                              | A     |
| Panama                         | 21 juni 1985      | 23 juli 1980                                                 | C     |
| Papoea-Nieuw-Guinea            | 10 september 1986 | 10 september 1986                                            | A     |
| Paraguay                       | 18 juli 1985      | 2 december 1981                                              | C     |
| Peru                           | 21 juni 1985      | 13 september 1982                                            | C     |
| Polen                          | 21 juni 1985      | 5 maart 1985                                                 | D     |
| Qatar                          | 9 december 1985   | 9 december 1985 (a)                                          | A     |
| Roemenië                       | 21 juni 1985      | 28 november 1980                                             | D     |
| Rusland                        | 21 juni 1985      | 22 mei 1985                                                  | D     |
| Rwanda                         | 21 juni 1985      | 18 januari 1983                                              | A     |
| Saint Kitts en Nevis           | 11 december 1985  | 11 december 1985 (a)                                         | C     |
| Saint Lucia                    | 19 november 1985  | 11 augustus 1982                                             | C     |
| Saint Vincent en de Grenadines | 30 maart 1987     | 30 maart 1987 (a)                                            | C     |
| Samoa                          | 11 december 2008  | 11 december 2008 (a)                                         | A     |
| Sao Tomé en Principe           | 14 april 1986     | 22 februari 1985                                             | A     |
| Saoedi-Arabië                  | 21 juni 1985      | 21 juni 1985 (a)                                             | A     |
| Senegal                        | 21 juni 1985      | 24 oktober 1983                                              | A     |
| Servië                         | 6 december 2000   | 6 december 2000 (a)                                          | D     |
| Seychellen                     | 19 augustus 1985  | 21 april 1982                                                | A     |
| Sierra Leone                   | 15 augustus 1985  | 7 maart 1983                                                 | A     |
| Slovenië                       | 11 juni 1992      | 11 juni 1992 (a)                                             | D     |
| Soedan                         | 28 juni 1985      | 30 september 1981                                            | A     |
| Somalië                        | 15 november 1985  | 20 november 1981                                             | A     |
| Spanje                         | 21 juni 1985      | 21 september 1981                                            | B     |
| Sri Lanka                      | 21 juni 1985      | 25 september 1981                                            | A     |
| Suriname                       | 24 december 1985  | 8 oktober 1981                                               | C     |
| Swaziland                      | 3 april 1986      | 19 augustus 1981                                             | A     |
| Syrië                          | 21 juni 1985      | 6 december 1982                                              | A     |
| Tadzjikistan                   | 9 juni 1993       | 9 juni 1993 (a)                                              | A     |
| Tanzania                       | 21 juni 1985      | 3 oktober 1980                                               | A     |
| Thailand                       | 21 juni 1985      | 29 januari 1981                                              | A     |
| Togo                           | 25 juni 1985      | 18 september 1981                                            | A     |
| Tonga                          | 13 augustus 1986  | 13 augustus 1986 (a)                                         | A     |
| Trinidad en Tobago             | 15 juli 1985      | 2 mei 1980                                                   | C     |
| Tsjaad                         | 22 augustus 1991  | 22 augustus 1991                                             | A     |
| Tsjechië                       | 22 januari 1993   | 22 januari 1993 (a)                                          | D     |
| Tunesië                        | 21 juni 1985      | 2 februari 1981                                              | A     |
| Turkije                        | 21 juni 1985      | 5 mei 1982                                                   | B     |
| Turkmenistan                   | 16 februari 1995  | 16 februari 1995 (a)                                         | A     |
| Tuvalu                         | 13 september 2011 | 13 september 2011 (a)                                        | A     |
| Uruguay                        | 21 juni 1985      | 24 december 1980                                             | C     |
| Vanuatu                        | 17 augustus 1987  | 17 augustus 1987 (a)                                         | A     |
| Venezuela                      | 21 juni 1985      | 28 januari 1983                                              | C     |
| Verenigde Arabische Emiraten   | 1 augustus 1985   | 4 december 1981                                              | A     |
| Vietnam                        | 19 juli 1985      | 6 mei 1983 (AA)                                              | A     |
| Zambia                         | 21 juni 1985      | 15 mei 1981                                                  | A     |
| Zimbabwe                       | 21 juni 1985      | 21 juni 1985 (a)                                             | A     |
| Zuid-Afrika                    | 24 oktober 2000   | 24 oktober 2000 (a)                                          | A     |
| Zuid-Korea                     | 21 juni 1985      | 30 december 1980                                             | A     |
| Zweden                         | 21 juni 1985      | 28 juli 1980                                                 | B     |
| Zwitserland                    | 21 juni 1985      | 10 februari 1981                                             | B     |

De Heilige Stoel en de Soevereine Militaire Orde van Malta hebben de status van waarnemer bij UNIDO.

### Oud-lidstaten
Staten die lid waren maar zijn opgestapt:
| Naam                | Lid geworden    | Opgestapt        |
| ------------------- | --------------- | ---------------- |
| Australië           | 21 juni 1985    | 31 december 1997 |
| België              | 21 juni 1985    | 31 december 2015 |
| Canada              | 21 juni 1985    | 31 december 1993 |
| Denemarken          | 21 juni 1985    | 31 december 2016 |
| Frankrijk           | 21 juni 1985    | 31 december 2014 |
| Griekenland         | 21 juni 1985    | 31 december 2016 |
| Litouwen            | 17 oktober 1991 | 31 december 2012 |
| Nieuw-Zeeland       | 19 juli 1985    | 31 december 2013 |
| Portugal            | 21 juni 1985    | 31 december 2014 |
| Slowakije           | 20 januari 1993 | 31 december 2017 |
| Verenigd Koninkrijk | 21 juni 1985    | 31 december 2012 |
| Verenigde Staten    | 21 juni 1985    | 31 december 1996 |

### Geen lid
Deze VN-lidstaten zijn nooit lid van UNIDO geweest:
- Andorra
- Brunei
- Estland
- IJsland
- Letland
- Liechtenstein
- Nauru
- Palau
- Salomonseilanden
- San Marino
- Singapore
- Zuid-Soedan

### Beleidsbepalende organen
De beleidsbepalende organen (of bestuursorganen) van UNIDO zijn gebaseerd op hun voorgangers die effectief waren voordat UNIDO een gespecialiseerd agentschap werd. Zo zijn de Algemene Conferentie, de Industrial Development Board (IDB) en de Programme and Budget Committee (PBC) verankerd in de statuten.
Inhoudelijke beslissingen van de beleidsbepalende organen worden over het algemeen bij consensus genomen. Er wordt gestemd wanneer geen consensus kan worden bereikt of op specifiek verzoek van een lid van het beleidsbepalend orgaan.

#### Algemene Conferentie
De Conferentie is het hoogste beleidsbepalende orgaan van de Organisatie en bestaat uit alle Lid staten van UNIDO. Het komt om de twee jaar bijeen en keurt het programma en de begrotingen goed, stelt de schaalbeoordelingen voor de reguliere begrotingsuitgaven voor de komende tweejaarlijkse periode vast en benoemt om de twee jaar de directeur-generaal voor een periode van vier jaar.

#### Industrial Development Board (IDB)
De Raad komt eenmaal in conferentiejaren en twee keer in andere jaren bijeen en bestaat uit 53 lidstaten van de Organisatie die voor een termijn van vier jaar worden gekozen. Het treedt op als voorbereidend orgaan voor de conferentie en evalueert de uitvoering van het goedgekeurde werkprogramma en van de overeenkomstige reguliere en operationele begrotingen voor de komende biënnale. Naast zijn andere hoofdfuncties beveelt de Raad de Conferentie een schaal van beoordelingen aan, evenals een kandidaat voor de functie van directeur-generaal.

#### Programma- en Begrotingscommissie (PBC)
Het comité bestaat uit 27 lidstaten van de organisatie die voor een periode van twee jaar worden gekozen en komt ten minste eenmaal per jaar bijeen om onder meer de voorstellen van de directeur-generaal voor het werkprogramma en de overeenkomstige ramingen voor de reguliere en operationele begrotingen te bestuderen.

### Secretariaat
Het secretariaat van UNIDO is gevestigd in Wenen (Oostenrijk) en heeft vertegenwoordigingen in Brussel (België), Genève (Zwitserland) en New York (VS). Vanaf 2013 omvat de organisatiestructuur van UNIDO het Bureau van de directeur-generaal (ODG), de afdeling Programmaontwikkeling en Technische Samenwerking (PTC), het Bureau van de plaatsvervanger van de directeur-generaal (DDG), de afdeling Programmaondersteuning en Algemeen Beheer (PSM) en de kantoren van intern toezicht en juridische diensten.

## Vertegenwoordiging op landniveau

### Veldweergave
UNIDO's systeem van vertegenwoordiging in het veld omvat vier categorieën kantoren:
- Regionale kantoren, die het land van hun locatie bestrijken, evenals een aantal landen in dezelfde regio, waar de Organisatie de status van een niet-ingezeten agentschap aanneemt
- Landenkantoren, die hun gastland bestrijken
- Bureaus van focal points binnen de nationale overheden
- UNIDO Desks in UNDP-kantoren.

### Technische kantoren op landniveau
Om de technische activiteiten van UNIDO extra te ondersteunen, zijn verschillende soorten technische bureaus opgericht. Deze omvatten:
- Investerings- en technologiebevorderingsbureaus (ITPO's) die investeringen en technologiestromen naar ontwikkelingslanden en landen met een overgangseconomie bevorderen, gefinancierd door hun gastlanden[25]
- Internationale technologiecentra, die fungeren als katalysatoren voor technologische opwaardering en helpen bij het beheren van technologische veranderingen
- In samenwerking met het Milieuprogramma van de Verenigde Naties (UNEP) heeft UNIDO een wereldwijd netwerk van nationale centra voor schonere productie (NCPCs) opgezet, met als doel nationale capaciteiten op het gebied van schone productietechnologieën op te bouwen, de dialoog tussen industrie en overheid te bevorderen en investeringen voor overdracht en ontwikkeling van milieu verantwoorde technologieën te bevorderen.
- UNIDO's Industrial Subcontracting and Partnership Exchanges (SPX) vergemakkelijken productiekoppelingen tussen kleine, middelgrote en grote productiebedrijven en verbinden zich met wereldwijde markten en supply chain-netwerken.[26][27]
- UNIDO-centra voor zuid-zuid samenwerking als onderdeel van een groot UNIDO-initiatief voor zuid-zuid samenwerking in verschillende van de meer geavanceerde ontwikkelingslanden.